# Registre de la Propietat
El Registre de la Propietat és un registre públic de caràcter oficial en el qual s'inscriuen per a coneixement general els drets de propietat privada sobre els béns immobles, així com tots els altres drets reals que hi recaiguin.

## Funció
La principal funció d'un registre de la propietat és donar informació fiable als ciutadans, que poden confiar en el que hi ha inscrit a l'hora de realitzar contractes que impliquin disposició sobre els béns inscrits. D'aquesta forma, un comprador que vulgui adquirir una finca o bé immoble no en tindrà més que comprovar en el registre el seu estat per assegurar-se que el venedor és el verdader propietari, i que el bé és lliure de càrregues que puguin reduir el valor de la propietat.
Entre altres avantatges, si per exemple es donés el cas d'una doble venda d'un bé immoble (una persona vengui un bé dues vegades seguides, aprofitant-se que el primer comprador no va inscriure la compravenda en el registre), la propietat pertanyerà al primer que l'hagués inscrit, quedant l'altre només legitimat per reclamar la corresponent indemnització.
Altres drets reals, com la hipoteca, solen ser d'obligatòria inscripció per poder fer-la valer davant tercers.

## Variants
En alguns ordenaments jurídics, com per exemple l'alemany, que és el model en el que es van basar molts països a partir del segle xix, la inscripció en el registre és obligatòria perquè es pugui transmetre la propietat. En aquest cas el contracte de compravenda exigirà aquesta formalitat perquè s'hagi complert completament. A Espanya el registre és voluntari, però té avantatges que fan aconsellable la inscripció.

## El Registre de la Propietat a Espanya
El sistema de propietat català s'integra actualment dins el sistema de propietat espanyol.
Històricament, els mecanismes tradicionals de seguretat jurídica van quedar obsolets durant el segle xix, ja que el mercat no era eficaç si permetia la celebració d'un judici universal per cada transacció o compravenda, ni tampoc podia esperar el compliment dels terminis de usucapió. Aquesta va ser la raó per la qual van sorgir els Registres de la Propietat inspirats en el model germànic, model en què s'integra el Registre espanyol.
A Espanya el Registre de la Propietat va néixer el 1861 sobre la base de les antigues Comptadories d'Hipoteques. El procés desamortitzador, la necessitat d'una reforma econòmica i social i el fracàs de la codificació civil van ser els precedents immediats de la Llei Hipotecària de 1861 que va regular el dret real d'hipoteca i el vessant formal del Registre de la Propietat.
Els objectius que es va proposar el legislador a l'hora de regular el Registre van ser, bàsicament, tres. En primer lloc assentar sobre sòlides bases el sistema creditici i hipotecari; en segon lloc, donar protecció als titulars dels drets inscrits; i, finalment, dotar d'agilitat al tràfic immobiliari.